# قمة البريك 2009
عقدت قمة البريك الافتتاحية في يكاترينبورغ في روسيا في 16 يونيو 2009. وحضر الاجتماع رؤساء الحكومات الأربعة من دول البريك.

## نظرة
استُخدم مصطلح BRIC وهو مشتق من (Brazil ،Russia ،India ،China) للمرة الأولى في تقرير لشركة غولدمان ساكس الذي تنبأ بأن القدرات الاقتصادية لهذه الدول قد تجعلها من بين أكبر خمس اقتصادات عالمية بحلول عام 2050. في ذلك الوقت كانت تساهم هذه الدول الأربع بحوالي 15% من الناتج المحلي الإجمالي العالمي وتمتلك نحو 40% من احتياطي الذهب والعملات الأجنبية.
بدأ الحوار السياسي بين دول البريك في نيويورك في سبتمبر 2006 بلقاء وزراء خارجية الدول الأربع. تلا ذلك أربعة اجتماعات على مستوى عالٍ، منهم اجتماع شامل في يكاترينبورغ، روسيا، في 16 مايو 2008.

## القادة المشاركون

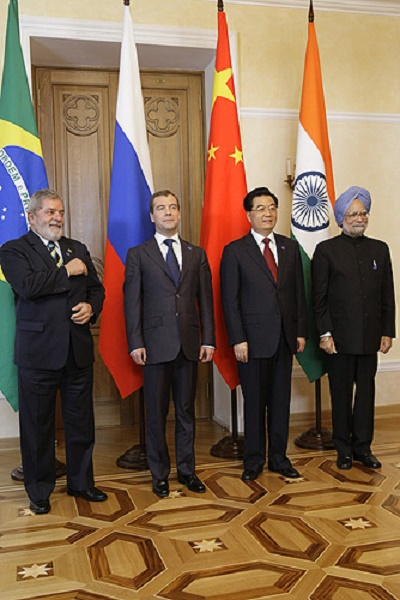
قادة دول البريك من اليسار: لويس إيناسيو لولا دا سيلفا هو جينتاومانموهان سينغ

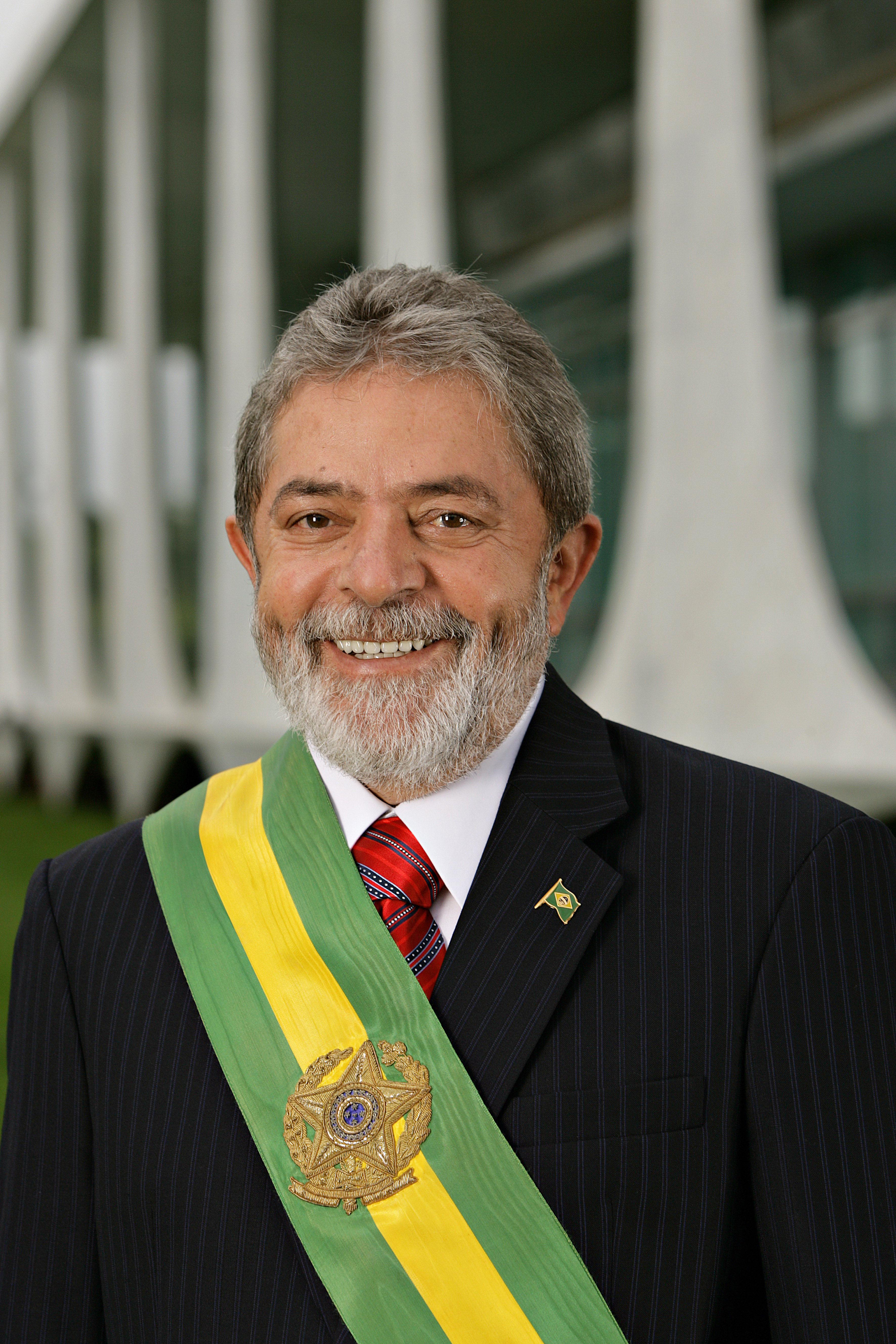
البرازيل لويس إيناسيو لولا دا سيلفا، الرئيس
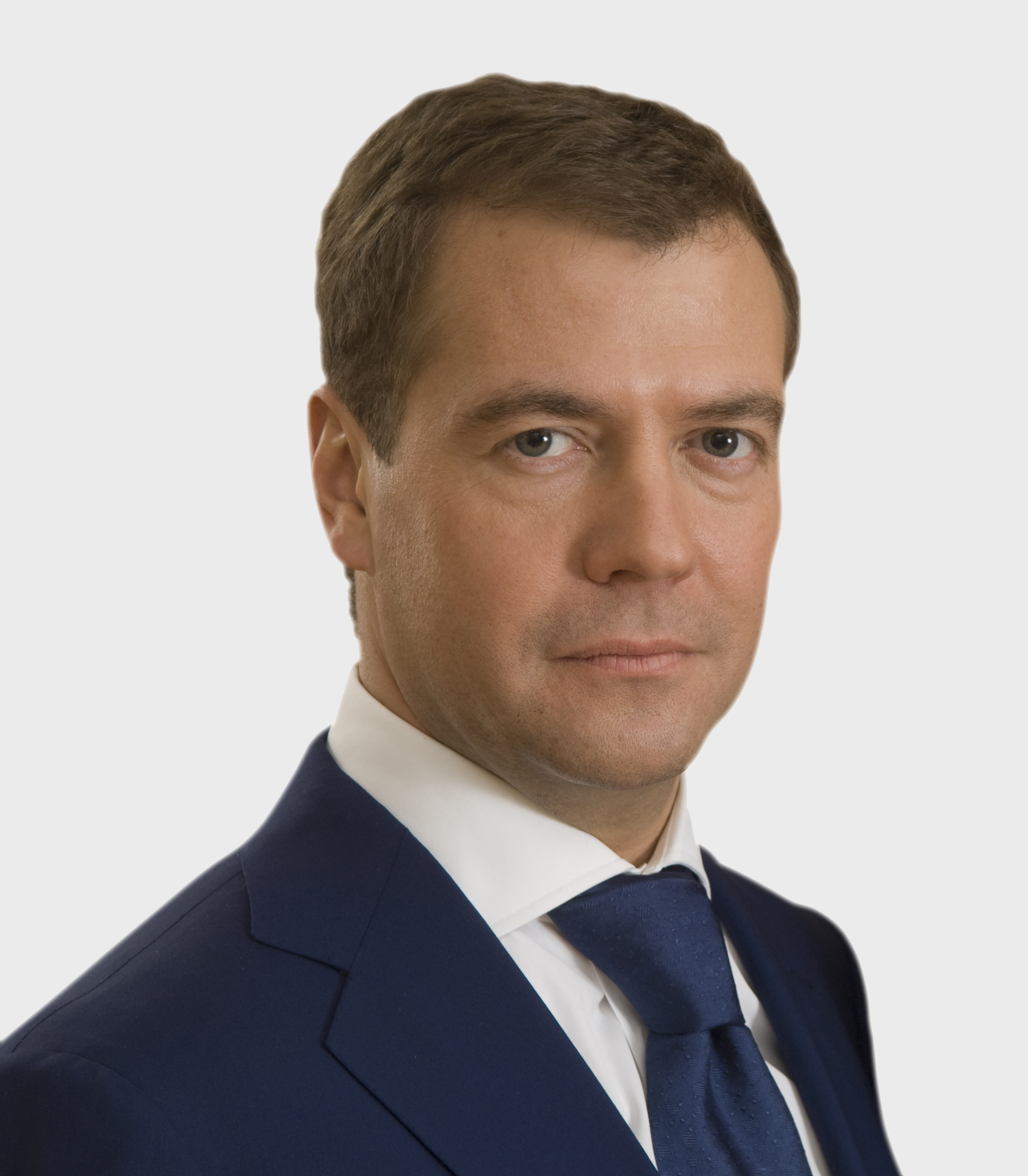
روسيا دميتري ميدفيديف، الرئيس (المضيف)
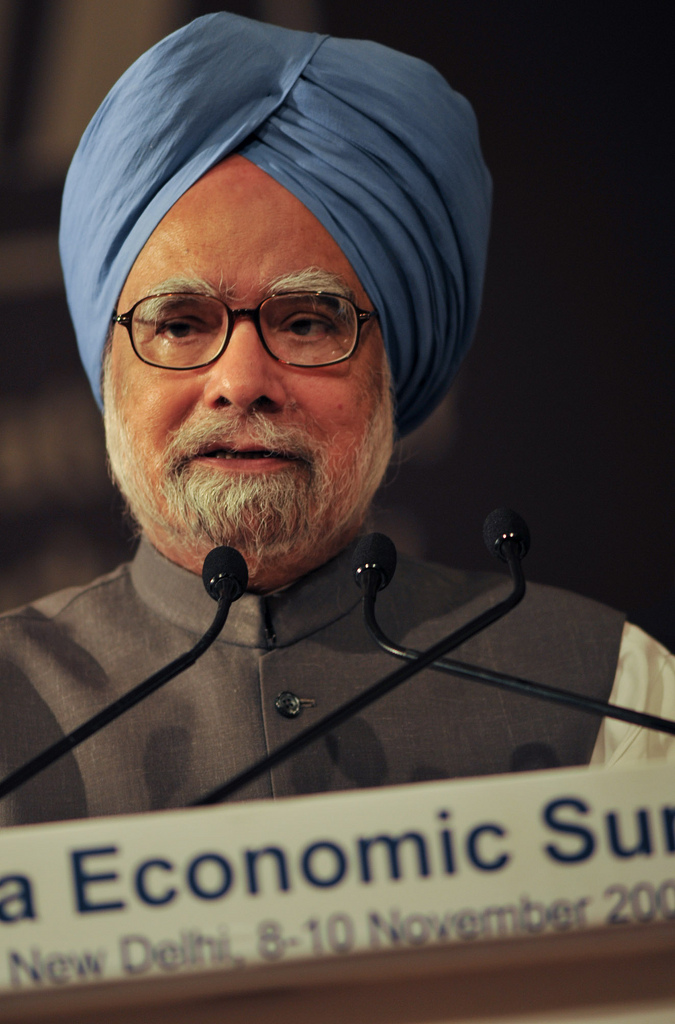
الهند مانموهان سينغ، رئيس الوزراء
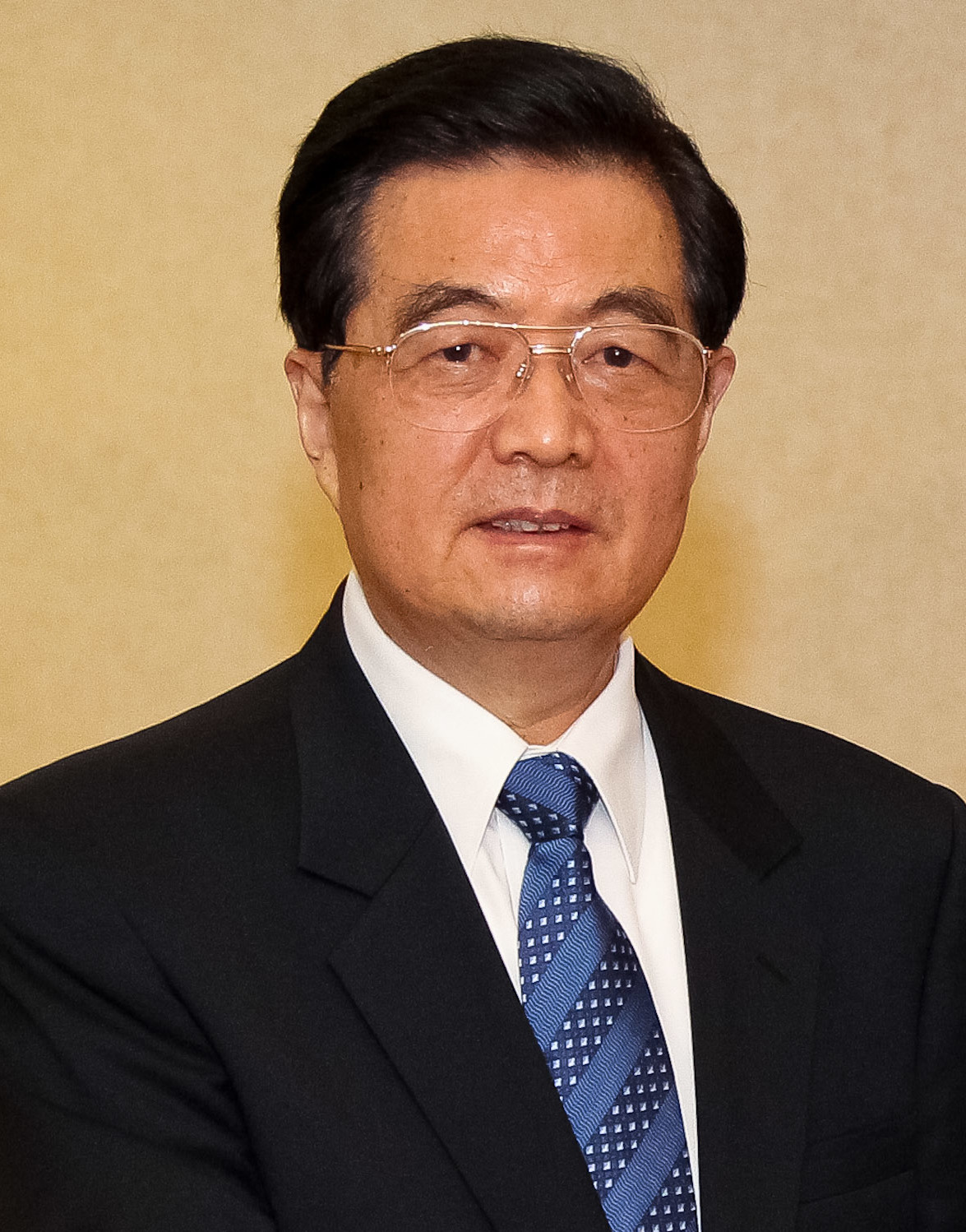
الصين هو جينتاو، الرئيس

## القضايا
ناقش الزعماء الأزمة المالية العالمية في عام 2008 والتنمية العالمية وزيادة تعزيز مجموعة بريك.

### الاقتصاد العالمي
دعا قادة البريك إلى زيادة الإصلاح الاقتصادي، مطالبين "بصوت وتمثيل أكبر في المؤسسات المالية الدولية، وتعيين رؤسائها وقيادتها العليا معبر عملية اختيار مفتوحة وشفافة وقائمة على الجدارة". وحثوا المجتمع الدولي على الضغط من أجل تحقيق نتائج شاملة لجولة الدوحة.

### القضايا السياسية
نوقش أيضا إصلاح الأمم المتحدة فقيل: "نكرر التأكيد على الأهمية التي نوليها لوضع الهند والبرازيل في الشؤون الدولية ونتفهم وندعم تطلعاتهما للعب دور أكبر في الأمم المتحدة".

### أزمة الغذاء
أعلن القادة عن بيان مشترك يتعلق بالأمن الغذائي العالمي في سياق أزمة أسعار الغذاء العالمية لعامي 2007-2008 دعوا فيع إلى "اتخاذ تدابير من جميع الحكومات والهيئات الدولية المعنية". وجددوا التأكيد على "التزامهم بالمشاركة في الجهود المبذولة للتغلب على الأزمة الغذائية العالمية".